# Thủy điện Bratsk
Đập Bratsk (cũng được gọi là 50 years of Great October) là một đập trọng lực bê tông trên sông Angara, Nga. Hàng năm sản lượng điện của thủy điện Bratsk đạt 22,6   TWh. Hiện tại, Nhà máy thủy điện Bratsk vận hành 18 tuabin, mỗi tuabin có công suất 250 MW, được sản xuất bởi Leningrad Metal Works ("LMZ", tiếng Nga: ЛМЗ, tiếng Nga: Ленинградский Металлический завод) vào thập niên 1960.
Hồ chứa nước Bratsk có diện tích bề mặt là 5.470 km² và thể tích là 169,27 km3, là hồ nước nhân tạo có thể tích lớn thứ 2 trên thế giới.

## Vai trò
- Cung cấp năng lượng cho hàng trăm nhà máy.
- Nó đã trở thành một phần của khu phức hợp sản xuất Bratsk (tiếng Nga: Братский территориально-производственный комплекс tiếng Nga: Братский территориально-производственный комплекс tiếng Nga: Братский территориально-производственный комплекс)
- Khoảng 75% sản lượng được tiêu thụ bởi Nhà máy Nhôm Bratsk.